# Allium stylosum
Allium stylosum är en amaryllisväxtart som beskrevs av Otto Karl Anton Schwarz. Allium stylosum ingår i släktet lökar, och familjen amaryllisväxter. Inga underarter finns listade i Catalogue of Life.